# 王天祥 (民國軍官)
王天祥，（？—1937年8月22日） †，浙江台州黄岩人，中華民國空軍軍官，抗日烈士，飛行員
加入中華民國陸軍後改学習航空，中央航空學校一期畢業，因成绩优异留校任教，之后升任驅逐組组長。1932年淞沪会战期间，在空戰中負傷，之後昇任第八中隊隊長。1937年抗日战争爆發后，兼任代理第四大隊隊長。同年8月22日，率機轰炸上海瀏河一帶陣地时，遭遇日本戰鬥機，在空戰中王天祥擊落日機兩架，但不幸座機亦遭重創墜地并因而牺牲。